# Koloman
Koloman nebo též řidčeji Kalman či Kolman (maďarsky Kálmán) je mužské jméno keltského původu. Vykládá se jako poustevník. Svátek slaví dne 13. října.
Jméno je v podobě Koloman oblíbené převážně na Slovensku (kde jde o 158. nejčastější jméno) a v podobě Kálmán v Maďarsku (kde jde o 85. nejčastější jméno). V Česku je jméno běžné zejména mezi Romy.
Svatý Koloman nebo též Kolonát byl irský křesťanský kněz a misionář, který spolupracoval se svatým Kiliánem, žil v 7. století a byl roku 689 sťat ve Würzburgu. Svatý Koloman ze Stockerau byl irský světec, který byl v roce 1012 během pouti do Svaté země nesprávně označen za špióna a nedaleko Vídně oběšen. Na jeho počest pojmenoval svého syna Gejza I. Uherský. Podle téhož světce byl pojmenován rovněž Koloman Haličský.

## Domácké podoby
Mezi domácké podoby jména Koloman patří např. Kola, Kolda, Kolománek apod.

## Známé osobnosti

### Se jménem Koloman
- Koloman Adamis – slovenský právník a publicista
- Koloman Banšell – slovenský básník a evangelický kněz
- Koloman Belopotocký – slovenský římskokatolický duchovní
- Koloman Bobor – maďarský fotbalista
- Koloman Boďa – slovenský veterinář, vysokoškolský učitel a politik
- Koloman Brenner – maďarský germanista
- Koloman Ladislav Brezány – slovenský voják
- Koloman Gajan – československý historik
- Koloman Gögh – československý fotbalista maďarské národnosti
- Koloman Haščič – slovenský silniční motocyklový závodník
- Koloman Hunyady – uherský šlechtic a generál
- Koloman Leššo – slovenský výtvarník
- Koloman Magyary – slovenský rapper
- Koloman Moser – rakouský grafik, designér a malíř
- Adam Koloman Rybanský – český režisér a scenárista
- Koloman Slušný – československý politik
- Koloman Sokol – slovenský malíř, grafik a ilustrátor
- Koloman Uherský – uherský král z dynastie Arpádovců

### Se jménem Kálmán
- Kálmán Bognár – maďarský fotbalista
- Kálmán Csathó – maďarský dramatik a spisovatel
- Kálmán Darányi – maďarský politik
- Kálmán Füssy – československý politik
- Kálmán Ihász – maďarský fotbalista
- Kálmán Kalocsay – maďarský lékař a esperantista
- Kálmán Kandó – maďarský inženýr a vynálezce
- Kálmán Kánya – maďarský politik
- Kálmán Konrád – maďarský fotbalista
- Kálmán Mészöly – maďarský fotbalista
- Kálmán Mikszáth – maďarský spisovatel, novinář a poslanec
- Kálmán Sóvári – maďarský fotbalista
- Kálmán Széll – maďarský politik
- Kálmán Tisza – maďarský politik